# Gesine Forberger
Gesine Forberger (* in Neubrandenburg) ist eine deutsche Opern- und Operettensängerin in der Stimmlage Sopran.

## Leben und Wirken
Bereits im Alter von 11 Jahren begann sie in ihrer Geburtsstadt Neubrandenburg mit der musikalischen Ausbildung. Ab 1985 studierte Forberger Gesang an der Hochschule für Musik Hanns Eisler in Ost-Berlin bei Günther Leib. 1989 sang sie an der Staatsoper Berlin in der Uraufführung der Oper Graf Mirabeau von Siegfried Matthus. Es folgten Engagements an den Musikbühnen in Frankfurt am Main, Wien und München.
1994 wurde die lyrische Sopranistin an das Stadttheater Cottbus engagiert, dem sie noch heute angehört und inzwischen in über 50 Partien zu hören und zu sehen war.
Neben ihrer Bühnenpräsenz ist Forberger noch als Oratorien- und Liedinterpretin tätig.
Die Sopranistin ist verheiratet und Mutter von zwei Kindern.

## Auszeichnung
1997 erhielt Gesine Forberger den in jenem Jahr erstmals durch die Max Grünebaum-Stiftung Cottbus verliehenen Max-Grünebaum-Preis.

## Rollenrepertoire (Auswahl)
- Pamina in Die Zauberflöte
- Eurydike in Orpheus und Eurydike sowie in Orpheus in der Unterwelt
- Susanna in Die Hochzeit des Figaro
- Sonja in Der Zarewitsch
- Micaela in Carmen
- Freia in Das Rheingold
- Sophie in Der Rosenkavalier
- Nedda in Der Bajazzo
- Hanna Glawari in Die lustige Witwe
- Mimi in La Bohème
- Giulietta in Hoffmanns Erzählungen
- Mutter in Hänsel und Gretel
- Aida in Aida
- Senata in Der Fliegende Holländer